# Avignonet-Lauragais
Avignonet-Lauragais là một xã thuộc tỉnh Haute-Garonne trong vùng Occitanie ở tây nam nước Pháp. Xã nằm ở khu vực có độ cao trung bình 215 mét trên mực nước biển.